# Pauline Therese xứ Württemberg
Pauline Therese xứ Württemberg (4 tháng 9 năm 1800 – 10 tháng 3 năm 1873) là Vương hậu Württemberg thông qua cuộc hôn nhân với người anh họ là Wilhelm I của Württemberg.